# Vârcolacii (film)
Vârcolacii (titlu original: Sleepwalkers) este un film american din 1992 regizat de Mick Garris și scris de Stephen King. Rolurile principale au fost interpretate de actorii Brian Krause, Mädchen Amick și Alice Krige.

## Distribuție
- Brian Krause - Charles Brady
- Alice Krige - Mary Brady
- Mädchen Amick - Tanya Robertson
- Lyman Ward - Donald Robertson
- Cindy Pickett - Helen Robertson
- Ron Perlman - Captain Soames
- Jim Haynie - Sheriff Ira Stevens
- Dan Martin - Deputy Andy Simpson
- Lucy Boryer - Jeanette
- Glenn Shadix - Mr. Fallows
- Sparks - Clovis
- Stephen King - Cemetery Caretaker
- John Landis - Lab Technician
- Joe Dante - Lab Assistant
- Clive Barker - Forensic Tech
- Tobe Hooper - Forensic Tech
- Mark Hamill - Lt. Jenkins (nem.)

## Coloană sonoră
Coloana sonoră originală a fost compusă de Nicholas Pike.
- 1:	Santo & Johnny – Sleepwalk 2:23
- 2:	Nicholas Pike –	Main Titles	2:06
- 3:	Nicholas Pike –	Cop Kabob	2:25
- 4:	Nicholas Pike –	This Is Homeland	4:06
- 5:	Nicholas Pike –	Is This What You Had In Mind?	2:49
- 6:	Nicholas Pike –	Let's Go Upstairs	2:46
- 7:	Nicholas Pike –	You Didn't Get It	3:05
- 8:	Nicholas Pike –	Run To That Jungle Beat	2:24
- 9:      The Contours –	Do You Love Me 3:00
- 10:	Nicholas Pike –	Am I Beautiful?	1:31
- 11:	Nicholas Pike –	Let The Cats Run	4:31
- 12:	Nicholas Pike –	I'm Going To Make Us Dim	2:36
- 13:	Nicholas Pike –	Fly On The Chicken	2:57
- 14:	Nicholas Pike –	Impaling Doom	3:44
- 15:	Nicholas Pike –	Speedster	3:39
- 16:	Enya –	Boadicea	3:30

## Producție
Cheltuielile de producție s-au ridicat la 15 milioane $.

## Primire
A avut încasări de 30 milioane $.